# US Créteil-Lusitanos
A Union Sportive Créteil-Lusitanos Football (röviden US Créteil, vagy Créteil) egy 1936-ban alapított francia labdarúgócsapat, melynek székhelye Créteil-ben található. A klub színei: kék és fehér. Hazai pályájuk a Stade Dominique Duvauchelle, melynek befogadóképessége 12 150 fő.

## Sikerlista
- Harmadosztály győztese (1): 1988
- Negyedosztály győztese (1): 1987

## Jelenlegi keret
2014. június 27.
| #  |     | Poszt | Név                |
| -- | --- | ----- | ------------------ |
| 1  | FRA | K     | Yann Kerboriou     |
| 2  | FRA | V     | Marvin Esor        |
| 6  | COD | V     | Hérita Ilunga      |
| 7  | FRA | KP    | Yoann Tribeau      |
| 8  | FRA | V     | Aurélien Montaroup |
| 9  | POR | KP    | Ludovic            |
| 11 | FRA | CS    | Frédéric Piquionne |
| 12 | CMR | CS    | Marcel Essombé     |
| 13 | FRA | KP    | Ben Sangaré        |
| 14 | FRA | KP    | Mathieu Lafon      |

| #  |     | Poszt | Név                     |
| -- | --- | ----- | ----------------------- |
| 15 | SEN | KP    | Ibrahima Seck           |
| 16 | FRA | K     | Cyrille Merville        |
| 17 | SEN | KP    | Cheikh N’Doye           |
| 18 | SEN | V     | Christophe Diedhiou     |
| 19 | FRA | KP    | Ludovic Genest          |
| 21 | CIV | V     | Bamba Diarrassouba      |
| 22 | FRA | KP    | Jean-Michel Lesage      |
| 23 | FRA | CS    | Oumarou Diaby           |
| 25 | POR | V     | Augusto                 |
| 26 | FRA | V     | Boris Mahon de Monaghan |
| 27 | FRA | V     | Vincent Di Bartolomeo   |
| 28 | MAD | CS    | Andriatsima             |
| 30 | FRA | K     | Rachid Bachiri          |

## Fordítás
Ez a szócikk részben vagy egészben  az   US Créteil-Lusitanos című angol Wikipédia-szócikk fordításán alapul.  Az eredeti cikk szerkesztőit annak laptörténete sorolja fel. Ez a jelzés csupán a megfogalmazás eredetét és a szerzői jogokat jelzi, nem szolgál a cikkben szereplő információk forrásmegjelöléseként.